# 오스트레일리아 여성 등록부
오스트레일리아 여성 등록부(Australian Women's Register, AWR)는 온라인 데이터베이스로, 오스트레일리아 여성 및 오스트레일리아 여성 단체를 다루는 검색 가능한 데이터베이스이다. 이는 오스트레일리아 여성 국립 재단(NFAW)과 멜버른 대학교에서 관리한다.

## 역사 및 설명
오스트레일리아 여성 기록 보관소 프로젝트(Australian Women's Archives Project)의 일환으로 오스트레일리아 여성 등록부는 2000년에 설립되었으며 오스트레일리아 여성 국립 재단(NFAW)과 멜버른 대학교가 함께 관리한다.
오스트레일리아 여성 등록부는 다양한 자료를 통합하여 검색 가능한 온라인 데이터베이스로, 사용자들이 모든 분야의 저명한 호주 여성들과 여성 단체에 대한 역사적, 현대적 자료를 찾을 수 있도록 지원한다. 이 데이터베이스는 사용자들이 다음과 같은 정보를 찾을 수 있도록 지원한다.
- 여성
- 단체
- 기록
- 출판물
- 기타 디지털 자료.

## 오스트레일리아 여성 국립 재단
오스트레일리아 여성 국립 재단(NFAW)은 여성 인권 운동가 그룹이 페미니즘 운동 아이디어와 정책을 홍보하는 단체를 설립하고자 설립했다. 1989년에 파멜라 데눈으로부터 100,000달러의 시드머니와 그녀의 이름으로 신탁 기금을 받아 설립되었다. 이 단체는 정당과 독립적으로 운영되며 다른 여성 단체와 파트너십을 형성할 예정이었다. 그 목적은 여성의 역사, 지식, 지혜가 새로운 세대의 여성들에게 접근 가능하도록 보장하고 삶의 모든 영역에서 오스트레일리아 여성의 이익을 증진하고 보호하는 것이었다.